# Wierchniaja Matrionka
Wierchniaja Matrionka (ros. Верхняя Матрёнка) – wieś (sieło) w Rosji, w obwodzie lipieckim, w rejonie dobrińskim. W 2010 liczyła 921 mieszkańców.